# Aanslagen in Mombasa op 28 november 2002
De aanslagen in Mombasa in 2002 waren terroristische aanslagen op een Israëlisch hotel en een vliegtuig van Arkia Israeli Airlines nabij Mombasa (Kenia). Ze vonden plaats op 28 november 2002, aan de vooravond van het joodse feest Chanoeka. Bij de aanval op het hotel werden 13 mensen gedood.    

## Aanslag op een hotel
Een terreinwagen vol met explosieven reed door de omheining van het Paradise Hotel en werd opgeblazen. Bij deze aanslag werden 10 Kenianen en 3 Israëli, waaronder 2 kinderen, gedood en raakten 80 mensen gewond.

## Aanslag op een vliegtuig
Vrijwel tegelijkertijd met de aanslag op het hotel werden twee luchtdoelraketten afgevuurd op een Boeing 757-300 van de Israëlische maatschappij Arkia Israeli Airlines. Het toestel met 261 passagiers en elf bemanningsleden was net opgestegen van de luchthaven van Mombasa met als bestemming Tel Aviv. De raketten misten hun doel. Het vliegtuig vloog verder naar Tel Aviv en landde daar vijf uur later, begeleid door F15-gevechtsvliegtuigen.

## Verantwoordelijkheid
Hoewel een onbekende Palestijnse groepering de aanslagen opeiste, denken de meeste deskundigen dat de islamitische terreurbeweging Al-Qaida betrokken was bij de aanslag.